# Yop
Cet article possède un paronyme, voir Yop City.
Yop est une marque commerciale française de yaourt à boire industriel commercialisée par le groupe agroalimentaire Yoplait, une entreprise spécialisée dans la transformation du lait. Yop fut lancé en 1974.

## Principaux ingrédients et provenances
- Yaourt au lait partiellement écrémé, concentré des minéraux du lait
- Sucres: 6 % sirop de glucose, 5,3 % fructose
- Arômes naturels depuis le 1er avril 2013
- Recette sans colorants depuis 2012

Les produits Yop sont transformés en France à partir de laits de provenances non déterminées.

## Marketing et publicité
Yop a utilisé de jeunes personnalités des campagnes publicitaires télévisuelles pour faire la promotion de sa marque. Parmi ces personnalités, il y a Julien Courbey, Lorànt Deutsch et Max Boublil.

## L'origine du nom Yop
Yop est le diminutif de la marque qui le commercialise, Yoplait. 
La marque Yoplait tient son nom de la contraction de deux marques exploitées par ses coopératives, « Yola » et « Coplait ».